# العملة البريطانية في الشرق الأوسط
بدأ التدخل البريطاني في الشرق الأوسط مع المعاهدة البحرية العامة عام 1820. وقد أدى هذا إلى إنشاء إمارات الساحل المتصالح وجزيرة البحرين القريبة كقاعدة لقمع القرصنة البحرية في الخليج العربي. وفي الوقت نفسه أنشأت شركة الهند الشرقية البريطانية في عام 1839 محطة لمكافحة القرصنة في عدن لحماية السفن البريطانية التي كانت تبحر من وإلى الهند. وتوسع التدخل في المنطقة إلى مصر في عام 1875 بسبب المصالح البريطانية في قناة السويس مع الغزو البريطاني الكامل لمصر في عام 1882. أصبحت مسقط وعمان محمية بريطانية في عام 1891، وفي الوقت نفسه ضمت الكويت إلى الإمبراطورية البريطانية في عام 1899 بسبب المخاوف المحيطة بخط السكة الحديدية المقترح بين برلين وبغداد. وكان هناك قلق متزايد في المملكة المتحدة من أن ألمانيا أصبحت قوة صاعدة، وحول العواقب التي قد يخلفها مشروع السكك الحديدية المقترح فيما يتصل بالوصول إلى الخليج الفارسي. ثم أصبحت قطر محمية بريطانية في عام 1916، وبعد الحرب العالمية الأولى وصل النفوذ البريطاني في الشرق الأوسط إلى أقصى مدى له مع ضم فلسطين والأردن والعراق.

## خلفية
لمدة أربعمائة عام تقريبًا كانت الدولارات الإسبانية الفضية (قطع من ثمانية) بمثابة العملة الدولية، وسكت معظم هذه العملات في مدينة مكسيكو وليما وبوتوسي في العالم الجديد. بعد النجاح الذي حققه تطبيق معيار الذهب في المملكة المتحدة في عام 1821 على أساس السيادي الذهبي، بدأت سياسة إدخال العملة الإسترليني في جميع المستعمرات البريطانية بأمر إمبراطوري في المجلس بتاريخ 1825، عندما جف مصدر الدولارات الإسبانية في أعقاب الثورات في أمريكا اللاتينية.
لم تكن الإمبراطورية البريطانية قد وصلت بعد إلى أوسع امتداد لها في عام 1825. وبعد الثورة الأمريكية تحول اهتمام بريطانيا إلى الهند التي كانت في الأصل تحت سيطرة شركة الهند الشرقية البريطانية. ولم تسيطر الحكومة البريطانية بشكل مباشر على الهند إلا بعد التمرد الهندي عام 1857. ومن ثم فإن المرسوم الإمبراطوري الصادر في المجلس عام 1825 لم ينطبق على الهند. وعلى هذا النحو ظلت الروبية الفضية المتداولة بالفعل هي العملة المستخدمة في الهند طيلة فترة الحكم البريطاني وبعد ذلك حتى الاستقلال. لم تكن الروبية الهندية عملة الهند فحسب بل كانت أيضًا عملة منطقة ممتدة إلى الغرب منها، والتي امتدت عبر المحيط الهندي إلى الساحل الشرقي لأفريقيا وحتى القرن الأفريقي، وعبر عدن ومسقط في جنوب شبه الجزيرة العربية وشرق شبه الجزيرة العربية، وعلى طول الساحل العربي للخليج العربي وتمتد حتى بلاد ما بين النهرين.
وبما أن الشرق الأوسط كان إضافة متأخرة إلى الإمبراطورية البريطانية فقد تعلمت الحكومة البريطانية بحلول ذلك الوقت بالفعل -من تجاربها في أماكن مثل كندا وسيلان وموريشيوس وهونج كونج- أنه من غير العملي للغاية فرض عملة جديدة بدلاً من العملات الموجودة بالفعل. وهكذا ومع أن وحدة الحساب الجنيه الاسترليني انتشرت في نهاية المطاف إلى الشرق الأوسط، فإن العملات المرتبطة بها من الشلن والبنسات لم يقوموا بتداولها هناك على الإطلاق. فقد كان هذا هو عكس الوضع في منطقة شرق البحر الكاريبي، حيث استخدمت العملات المعدنية من الشلن الإسترليني والبنسات جنبًا إلى جنب مع وحدة حساب الدولار الإسباني.

## قبرص
كانت قبرص أول دولة في الشرق الأوسط تتبنى وحدة الحساب بالجنيه الإسترليني. ففي وقت الاحتلال عام 1878 -ولغرض دفع رواتب القوات- أصدرت الحكومة البريطانية تعليمات بتصنيف الليرة التركية على أساس9⁄10 من الجنيه الإسترليني. لكن كان هناك تعقيد يتمثل في أنه مع أن الليرة الواحدة كانت تساوي 100 قرش تركي إلا أن هذا المعدل كان يختلف في الممارسة العملية بين المواقع المختلفة. بالإضافة إلى ذلك انخفضت قيمة قرش النحاس نفسه نسبة إلى قرش الفضة، بحيث أصبح المرء يحتاج في الأسواق إلى 175 قرشًا نحاسيًا لشراء جنيه ذهبي بريطاني. وكانت هناك مشكلة إضافية تتمثل في أن العملات الذهبية كانت تُصدَّر من قبرص إلى القسطنطينية، حيث كان من الممكن الحصول على مبلغ أكبر من القروش مقارنة بما كان يُدفع مقابلها في قبرص. وفي الوقت نفسه أشارت وزارة الخزانة إلى أنه من غير الحكمة إدخال الشلن والبنسات البريطانية مرة واحدة، لأن هذا من شأنه أن يُنظر إليه على أنه نظام للعملة الأجنبية. ومن أجل حل هذه المشاكل، ألغت الحكومة البريطانية تداول القروش التركية المخفضة، وقدمت قرشًا بريطانيًا برونزيًا قانونيًا جديدًا بقيمة 180 مقابل الجنيه الذهبي. وبفضل هذا التصنيف المعدل حقق الشعب ربحًا عندما دفع الأموال السيادية إلى الخزانة لتسوية ديونه، مما قلل من الحافز لإرسال الأموال السيادية إلى القسطنطينية. ففي عام 1879 وبعد الاستيلاء على السيطرة الفعلية على قبرص من الإمبراطورية العثمانية أدخل البريطانيون وحدة الجنيه الإسترليني هناك بمعدل 180 قرشًا بريطانيًا برونزيًا. ومع تجنب إدخال الشلن والبنس عمداً فإن العملات المعدنية الجديدة من فئة 9 قرش و18 قرشاً كانت تتوافق على التوالي من حيث الحجم والقيمة مع العملات المعدنية من فئة الشلن والفلورين في المملكة المتحدة. واستمرت البارا التي كانت موجودة قبل عام 1879 والتي كانت تساوي 40 بارا للقرش/القرش -كوحدة حسابية تظهر على طوابع البريد- ولكنها لم تظهر أبدًا على أي عملات معدنية أو أوراق نقدية.
تأسس مجلس العملة القبرصي في عام 1927 وكان مسؤولاً عن إدارة الجنيه القبرصي.
في عام 1947 ظهرت كلمة شلن لأول مرة على العملات المعدنية من فئة 9 قرش و18 قرش، ولكن في عام 1955 اعتمدت قبرص النظام العشري حيث كان هناك 1000 ميل في الجنيه. وعندما قامت المملكة المتحدة بتعويم الجنيه الإسترليني في 23 يونيو 1972 -بعد حوالي اثني عشر عامًا من حصول قبرص على استقلالها- بدأ الجنيه القبرصي في الانحراف عن التكافؤ 1:1 الذي حافظ عليه مع الوحدة البريطانية منذ تأسيسها في عام 1879.
في عام 2008 اعتمدت قبرص اليورو وتوقف الجنيه القبرصي عن الوجود.

## فلسطين

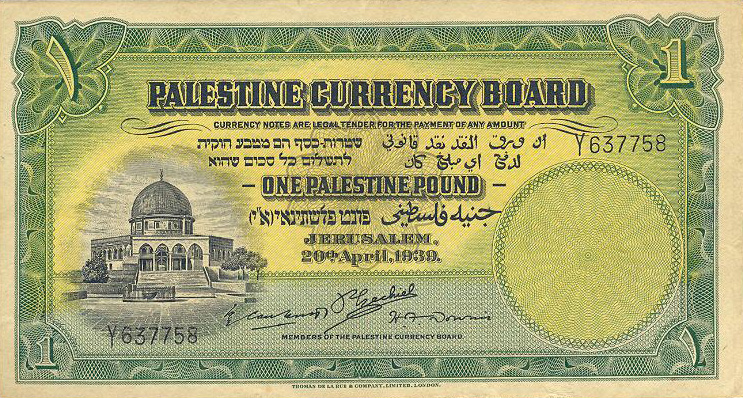
ورقة نقدية بقيمة جنيه واحد من فلسطين تعود إلى عام 1939

وبعد فرض الانتداب البريطاني على فلسطين عام 1918 أدخل الجنيه المصري وقاموا بتداوله إلى جانب الليرة العثمانية. ثم في عام 1927 ولإنهاء الارتباك الذي نشأ نتيجة للتداول المزدوج للعملة التركية والمصرية في المنطقة، أنشأت السلطات البريطانية مجلس العملة لفلسطين والذي قدم الجنيه الفلسطيني، وهو مساوٍ في القيمة للجنيه الإسترليني الذي كان العطاء القانوني في فلسطين الانتدابية وفي شرق الأردن. ومع ذلك لم يستخدم الجنيه الفلسطيني بالتزامن مع العملات المعدنية العادية من الشلنات والبنسات. بل استخدم مع النظام العشري حيث قُسم إلى 1000 مل.
قاموا بحل مجلس العملة في مايو 1948 -مع نهاية الانتداب البريطاني- لكن الجنيه الفلسطيني استمر في التداول لفترة انتقالية:
- اعتمد الاحتلال الجنيه في 16 أغسطس/آب 1948 على قدم المساواة مع الجنيه الفلسطيني، وفي غضون ذلك استمر التعادل 1:1 مع الجنيه الإسترليني حتى عام 1952، وبعد ذلك بدأت القيمة الخارجية في الانخفاض بسرعة.
- اعتمدت الأردن الدينار الأردني في عام 1949. وأصبح اسم الدينار بعد ذلك هو الاسم المفضل لوحدة الحساب الجنيه الإسترليني حيث انتشر إلى مناطق أخرى في الشرق الأوسط. وظل الدينار الأردني متعادلاً مع الجنيه الإسترليني بنسبة 1:1 حتى 18 نوفمبر/تشرين الثاني 1967 عندما خفض هارولد ويلسون قيمة الجنيه الإسترليني. ولم تنخفض قيمة الدينار الأردني بالتوازي مما أدى إلى كسر التعادل مع الجنيه الإسترليني.
- وفي الضفة الغربية استمر تداول الجنيه الفلسطيني حتى عام 1950، عندما قاموا بضم الضفة الغربية إلى الأردن، وأصبح الدينار الأردني هو العملة القانونية هناك.
- وفي قطاع غزة استمر تداول الجنيه الفلسطيني حتى أبريل/نيسان 1951، حيث استبدل بالجنيه المصري بعد ثلاث سنوات من سيطرة الجيش المصري على المنطقة.

## شبه الجزيرة العربية وبلاد ما بين النهرين
قبل التدخل البريطاني في شبه الجزيرة العربية كانت القروش العثمانية وتالرات ماريا تيريزا متداولة في المنطقة، حيث كانت قيمة التالر عادة 20 قرشا.

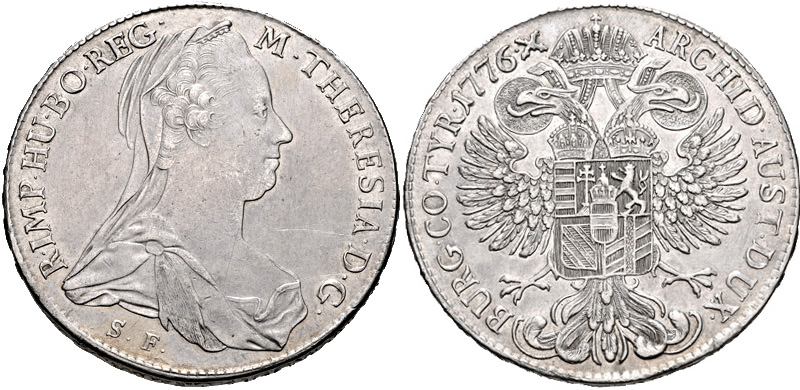
عملة فضية : 1 تالر ماريا تيريزا

(كان تالر ماريا تيريزا نوعًا من عملة تالر الفضية التي سُكّت لأول مرة في يواخيمستال ببوهيميا عام 1519 والمعروفة باسم يواخيمستال. كلمة "دولار" مشتقة من كلمة ثالر، وبسبب التشابه بين التالر الألماني وعملة الثمانية ريال الإسبانية الأقدم قليلاً، أصبحت الأخيرة تُعرف في النهاية في العالم الناطق باللغة الإنجليزية باسم الدولارات الإسبانية (أو قطع من ثمانية), وهذه هي العملات الأصلية للدولار الأمريكي الحديث).
وبعد ذلك مع وصول البريطانيين إلى عدن في عام 1839، أدخلت الروبية الهندية إلى الساحل العربي. وسرعان ما امتد النفوذ البريطاني إلى دول الخليج وانتشرت الروبية الهندية في تلك المناطق أيضاً. وفي وقت لاحق -خلال الحرب العالمية الأولى- انتشرت الروبية الهندية أيضًا في بلاد ما بين النهرين.
قدمت مملكة الحجاز ونجد ريالاً فضياً جديداً يعتمد على نحو حر على تالر ماريا تيريزا ولكن مع تعديل طفيف في الوزن، بحيث يتوافق في القيمة تمامًا مع عُشر الجنيه الذهبي البريطاني في 22 يناير 1928. وأصبحت مملكة الحجاز ونجد المملكة العربية السعودية في عام 1932، وقاموا بتخفيض قيمة الريال حتى يتوافق في الوزن والنعومة مع الروبية الهندية في عام 1936.
وفي هذه الأثناء في 19 أبريل/نيسان 1931، اعتمدت العراق التي نشأت تحت الانتداب البريطاني على أراضي بلاد ما بين النهرين -الدينار العراقي بنسبة 1:1 مع الجنيه الإسترليني- ليحل محل الروبية الهندية. واستمر هذا التكافؤ 1:1 مع الجنيه الإسترليني حتى 18 نوفمبر/تشرين الثاني 1967 عندما خفض هارولد ويلسون قيمة الجنيه الإسترليني. ولكن العراق لم تحذ حذوها ومن ثم كسر التكافؤ.
في الأول من أكتوبر 1951 قاموا باستبدال الروبية الهندية في عدن بالشلن الشرق أفريقي، حيث أصبح عشرون شلنًا يساوي قيمة جنيه إسترليني واحد. وكان الشلن في شرق أفريقيا قد أنشئ في عام 1922 كوحدة نقدية من الروبية الهندية عندما تسبب ارتفاع سعر الفضة في أعقاب الحرب العالمية الأولى في ارتفاع قيمة الروبية الهندية المتداولة في شرق أفريقيا البريطانية إلى شلنين جنيهين إسترلينيين. ثم قاموا بإطلاق الشلن في شرق أفريقيا على قدم المساواة مع الشلن الجنيه الإسترليني بقيمة نصف روبية هندية.
وفي عام 1959 -وكإجراء لمنع تهريب الذهب- قام بنك الاحتياطي الهندي والحكومة الهندية بالتعاون مع السلطات البريطانية، باستبدال الروبية الهندية في دول الخليج بالروبية الخليجية بنسبة 1:1.

### من الستينيات فصاعدًا
في الأول من أبريل 1961 اعتمدت الكويت وحدة الدينار بمعدل 1:1 مع الجنيه الإسترليني ليحل محل الروبية الخليجية، وظلت على هذا المستوى حتى 18 نوفمبر 1967 عندما خفض هارولد ويلسون قيمة الجنيه الإسترليني. وكما حدث مع الدينار الأردني والدينار العراقي فإن الكويت لم تخفض قيمة عملتها بالتزامن مع ذلك، وبالتالي كسر التعادل 1:1 مع الجنيه الإسترليني في ذلك العام.
في الأول من أبريل عام 1965 حل الدينار العربي الجنوبي محل الشلن في عدن بواقع عشرين شلنًا للدينار، وفي هذه الحالة انخفضت قيمة عدن بالتوازي مع الجنيه الإسترليني في 18 نوفمبر عام 1967، وبالتالي حافظت على تعادلها 1:1 مع الجنيه الإسترليني بعد تاريخ الانسحاب البريطاني من عدن -أي بعد أقل من أسبوعين-. وقد أعيدت تسمية الدينار العربي الجنوبي إلى الدينار اليمني الجنوبي، وفي الوقت نفسه استمر في التكافؤ 1:1 مع الجنيه الإسترليني على الأقل حتى عام 1971، وبعد ذلك أصبح من الصعب العثور على المعلومات حول قيمته، ولكن بحلول عام 1983 كان قد انحرف بالفعل بشكل كبير عن التكافؤ مع الجنيه الإسترليني. ومن المرجح أن التباعد بدأ في يونيو/حزيران 1972 عندما قامت المملكة المتحدة بتعويم الجنيه الإسترليني؛ لأن الأرقام الواردة في تقرير "القيمة العالمية للجنيه الإسترليني" الذي نشرته صحيفة فاينانشال تايمز عام 1983 تشير إلى أن الدينار اليمني الجنوبي ربما اتبع مساراً مماثلاً للريال العماني المجاور. وفي نهاية المطاف انتهى وجود الوحدة اليمنية الجنوبية عندما اتحد اليمن الجنوبي مع اليمن الشمالي في عام 1990.

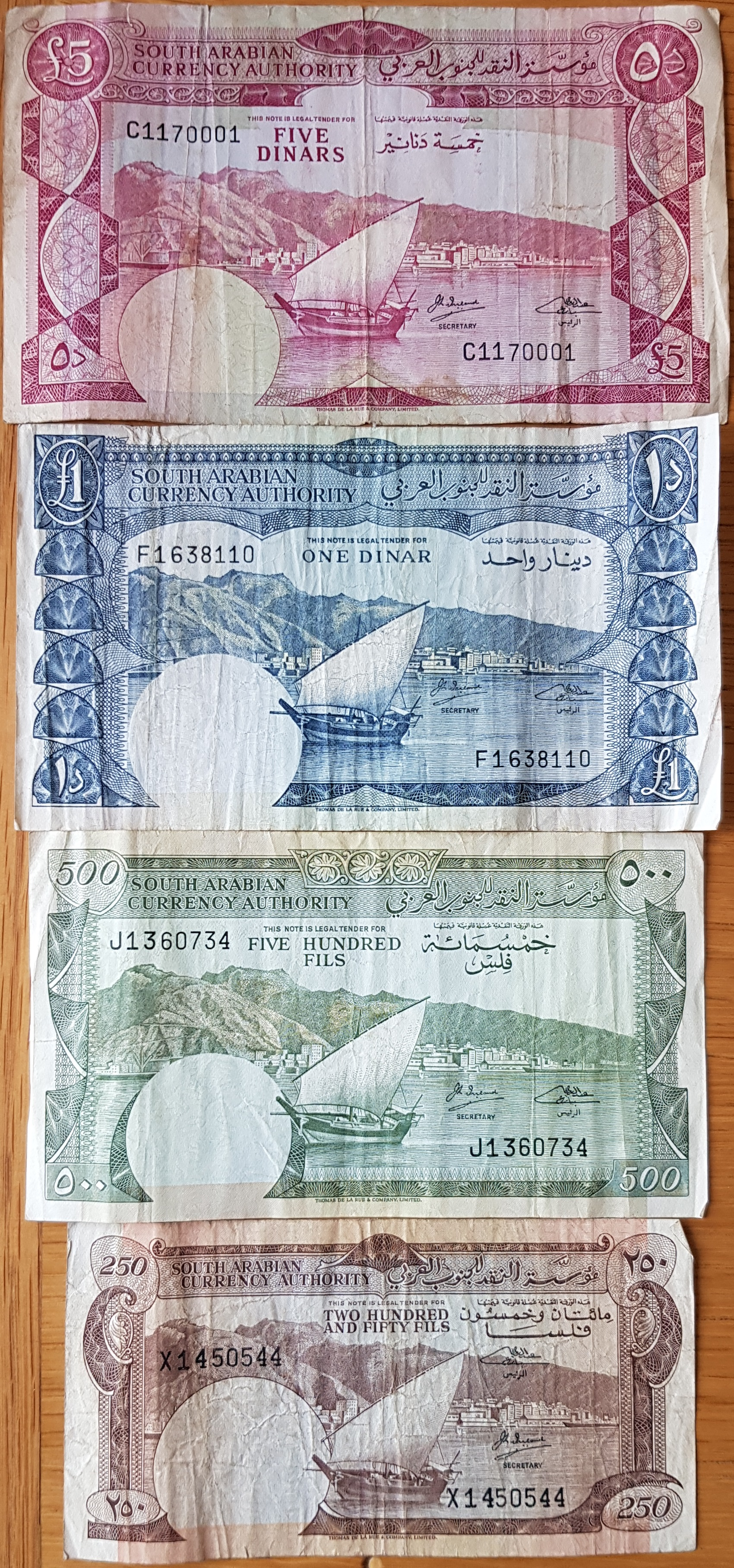
أوراق الدينار في ظل اتحاد جنوب الجزيرة العربية

في الأول من أكتوبر 1965 استبدلت البحرين الروبية الخليجية بوحدة الدينار البحريني بقيمة خمسة عشر شلنًا إسترلينيًا. وارتفع هذا إلى سبعة عشر شلنًا وستة بنسات مقابل الجنيه الإسترليني في 18 نوفمبر/تشرين الثاني 1967 عندما لم تخفض البحرين قيمة عملتها مقابل الجنيه الإسترليني.
في عام 1966 خفضت الهند قيمة الروبية مما دفع قطر ودبي وجميع الإمارات المتصالحة -باستثناء أبو ظبي- إلى إدخال وحدة ريال جديدة تساوي قيمة الروبية قبل التخفيض. وبدلاً من ذلك اختارت أبو ظبي اعتماد الدينار البحريني، وفي عام 1973 قامت بتغييره إلى الدرهم الإماراتي تماشياً مع بقية الإمارات في الإمارات العربية المتحدة.
في 7 مايو 1970 قامت سلطنة عمان باستبدال الروبية الخليجية بوحدة الريال العماني التي قاموا بإنشاؤها على قدم المساواة مع الجنيه الإسترليني مما أنهى وجود الروبية الخليجية. وعقب عامين وبعد السماح بتعويم الجنيه الإسترليني في 23 يونيو/حزيران 1972 بدأ الريال العماني يبتعد عن قيمته بالجنيه الإسترليني.

### الخلاصة
باختصار تنحدر وحدات العملة المستخدمة في فلسطين والأردن والعراق والكويت وعمان واليمن جميعها من وحدة الجنيه الإسترليني والدينار البحريني جزئيًا، في حين أن وحدة العملة التي استخدمت لأول مرة في قطر ودبي في عام 1966 حلت محل الروبية الهندية بسعر صرفها قبل تخفيض قيمتها. وفي الوقت نفسه -خلال نفس الفترة- كانت قيمة الروبية قبل خفض قيمتها قريبة للغاية من قيمة الريال السعودي -والذي كان مستخدماً حتى في قطر ودبي على أساس مؤقت- قبل أن تصبح عملتهما الجديدة جاهزة. ومع استمرار التكافؤ تقريباً حتى يومنا هذا فيما يتصل بالريال السعودي والريال القطري والدرهم الإماراتي، فإن الريال السعودي هو الوحيد الذي ينحدر من عملة ماريا تيريزا ثالر.

## مصر

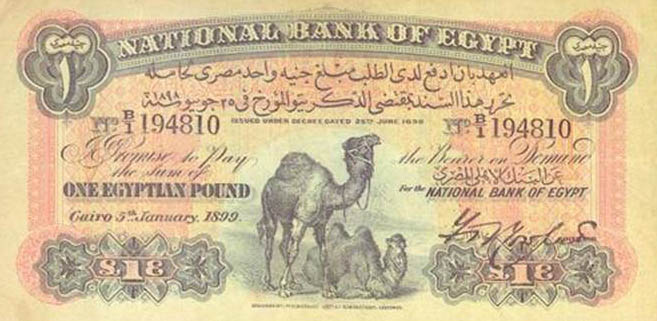
أول ورقة نقدية بقيمة 1 جنيه إسترليني صدرت عام 1899

في بداية القرن التاسع عشر كانت مصر وتركيا تشتركان في عملة مشتركة -وهي القرش العثماني المقسم إلى 40 قرشًا-. ومع ذلك في عهد محمد علي بدأت مصر في إصدار عملاتها الخاصة، وفي عام 1834 -عندما أصبحت مصر مستقلة اسميًا عن الحكم العثماني- صدر مرسوم خديوي يتبنى نظامًا نقديًا مصريًا حصريًا حيث دخلت مصر في معيار ثنائي المعدن من الفضة والذهب على أساس تالر ماريا تيريزا بقيمة 20 قرشًا. وكان تالر ماريا تيريزا عملة فضية تجارية شائعة في المنطقة في ذلك الوقت تقريبًا. وفي أعقاب هذا الإصلاح النقدي سكّت مصر عملة ذهبية عرفت باسم البديدليق -وتساوي 100 قرش- وعملة فضية -من فئة 20 قرشًا- تعادل تالر ماريا تيريزا. أما في عام 1839 فقد كان القرش الواحد يحتوي على 1.146 جرام من الفضة، وفي الوقت نفسه كان الجنيه الذهبي البريطاني يساوي 97.5 قرشًا. في حين أن 100 قرش مصري وعملة البددلك كانت تسمى "جنيه" في العالم الناطق باللغة الإنجليزية، إلا أن هذه لم تكن الوحدة الرئيسية في النظام النقدي المصري الجديد لعام 1834. كما ظهرت الإشارة إلى وحدة حساب الجنيه المصري في عام 1884 على سند إذني بقيمة 50 جنيهًا إسترلينيًا وقعه الجنرال جوردون أثناء حصار الخرطوم، ولكن لم تصبح وحدة الحساب هذه هي الوحدة الرسمية إلا في العام التالي وهو عام 1885.
وفي الوقت نفسه في عام 1840 ومع سك العملات المنفصلة في مصر، فقد قاموا بالاتفاق بموجب المعاهدة التركية المصرية المؤرخة في نفس العام، على أن العملات المعدنية التي تُسك في تركيا ومصر يجب أن تحافظ على قيمتها المتساوية. ومع ذلك في عام 1844 قاموا بتخفيض قيمة القرش العثماني تزامناً مع إنشاء وحدة الليرة العثمانية الجديدة، ولكن مصر لم تحذو حذوها. ومن ثم انفصلت الوحدتان المصرية والتركية عن بعضهما البعض من حيث القيمة، حيث استمرت الوحدة المصرية في قيمتها الصرفية البالغة 97.5 قرشًا مقابل الجنيه الإسترليني.
في عام 1885 دخلت مصر في معيار الذهب الخالص، وقاموا بتقديم وحدة الجنيه المصري -المعروفة باسم pound- بسعر 1 جنيه إسترليني = 7.4375 جرام من الذهب الخالص. وأختيرت هذه الوحدة على أساس محتوى الذهب في الجنيه الذهبي البريطاني والحفاظ على القيمة الصرفية 97.5 قرشًا مقابل الجنيه الإسترليني، وحلت محل القرش المصري (piastre) كوحدة رئيسية للعملة. وقد أدى هذا الإصلاح إلى تعديل قيمة تالر ماريا تيريزا إلى 21 قرشاً، حيث أصبح كل 20 قرش يعادل 5 فرنكات فرنسية، وحددت أسعار الصرف الأجنبي بقوة القانون للعملات المهمة التي أصبحت مقبولة في تسوية المعاملات الداخلية. ولكن لم يكن الأمر كذلك حتى عام 1899 عندما بدأت الأوراق النقدية تظهر عليها كلمة "جنيه باوند" مكتوبة باللغة الإنجليزية. وفي هذه الأثناء استمر تداول القرش كما هو 1⁄100 جنيه. ثم توقف العمل بالفقرة عام 1909 وقسمت القروش إلى أعشار (عشر القرش 'oshr el-qirsh). وأعيد تسمية هذه الأعشار إلى ميليمات (malleem) في عام 1916.
ثم عند اندلاع الحرب العالمية الأولى ومع تعليق العمل بالذهب في المملكة المتحدة، أصبح الجنيه المصري مرتبطًا بالجنيه الإسترليني بجنيه واحد وستة بنسات إسترلينية مقابل جنيه مصري واحد. وبالعكس فإن هذا يعطي ما يقارب 0.975 جنيه مصري مقابل جنيه إسترليني واحد.
واستمرت قيمة الصرف البالغة 97.5 قرشاً للجنيه الإسترليني حتى أوائل ستينيات القرن العشرين، عندما خفضت مصر قيمة عملتها قليلاً وتحولت إلى ربطها بالدولار الأميركي بمعدل 1 جنيه مصري = 2.3 دولار أميركي.
وظل الجنيه المصري ثابتاً بسعر صرف الجنيه المصري = 10 شلن و6 بنسات جنيه إسترليني حتى بداية الستينيات.

### استخدام الجنيه المصري خارج مصر
كما هو الحال في السودان الأنجلو-مصري انتشر الجنيه المصري في منطقتين مجاورتين أخريين. فمن عام 1918 إلى عام 1927 كان هذا الدينار هو العطاء القانوني في فلسطين الانتدابية حيث قاموا بتداوله جنبًا إلى جنب مع العملات التركية. لكن هذه الممارسة انتهت في عام 1927 عندما أنشئ الجنيه الفلسطيني. ثم في وقت لاحق -بين عامي 1942 و1951- عندما كانت برقة تحت الاحتلال البريطاني كان الجنيه المصري متداولاً إلى جانب الليرة الطرابلسية.

## ليبيا

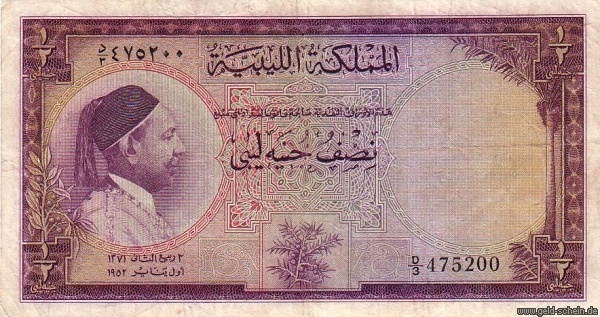
نصف جنيه ليبي عليه صورة الملك إدريس ملك ليبيا

عندما كانت ليبيا جزءًا من الإمبراطورية العثمانية استخدمت البلاد قرشًا عثمانيًا، وأصدرت طرابلس بعض العملات المعدنية محليًا بين عامي 1808 و1839. ثم في عام 1911 -عندما استولت إيطاليا على البلاد- أدخلت الليرة الإيطالية. وبعد اثنين وثلاثين عامًا -في عام 1943- ونتيجة لطرد إيطاليا من ليبيا على يد حلفاء الحرب العالمية الثانية، قسمت المنطقة إلى مناطق فرنسية حرة وأخرى تحت الانتداب البريطاني. واستخدم الفرنك الجزائري في عهد الانتداب الفرنسي الحر. في هذه الأثناء أصدرت السلطات العسكرية في عهد الانتداب البريطاني الليرة الطرابلسية التي كانت متداولة إلى جانب الجنيه المصري.
في عام 1951 قاموا بإدخال الجنيه الليبي ليحل محل الفرنك والليرة بمعدلات 1 جنيه إسترليني = 480 ليرة = 980 فرنك، وكان يساوي في قيمته جنيهًا واحدًا الجنيه الاسترليني. عندما قاموا بتخفيض قيمة الجنيه الإسترليني في عام 1967 لم يحذ الجنيه الليبي حذوه، فأصبح الجنيه الليبي الواحد يساوي 1 جنيه إسترليني و3 شلنات. 4د. جنيه استرليني. واستبدل الجنيه الليبي بالدينار في عام 1971 بعد الثورة الليبية عام 1969.

## السودان
وكان الجنيه المصري متداولاً أيضاً في السودان الأنجلو-مصري. ومع ذلك في عام 1956 أصبحت السودان مستقلة، وفي 8 أبريل 1957 استبدل الجنيه المصري بالجنيه السوداني. أما أثناء ستينيات القرن العشرين فقد ابتعدت قيمة الجنيه السوداني عن الجنيه المصري، ومن 30 ديسمبر 1969 حتى 21 سبتمبر 1971 ربط الجنيه السوداني بنسبة 1:1 مع الجنيه الإسترليني. ولكن هذا التكافؤ مع الجنيه الإسترليني لم ينعكس على السوق السوداء.

## منطقة ستيرلينغ
عند اندلاع الحرب العالمية الثانية قاموا بتشكيل منطقة الجنيه الإسترليني كإجراء طارئ لحماية القيمة الخارجية للجنيه الإسترليني، وخاصة مقابل الدولار الأمريكي. انضمت جميع الأقاليم المذكورة أعلاه إلى منطقة الجنيه الإسترليني لأن الجنيهات أو الدينارات أو الشلنات أو الروبية الخاصة بها كانت مرتبطة بقيمة ثابتة بالجنيه الإسترليني. وكانت الروبية الهندية في ذلك الوقت مرتبطة بالجنيه الإسترليني بقيمة ثابتة تبلغ شلن واحد وستة بنسات جنيه إسترليني. وفي السنوات التي تلت الحرب غادرت مصر والسودان (1947) وفلسطين (1948) والعراق (1959) منطقة اليورو. وفي هذه الأثناء طُردت ليبيا في عام 1971.
ونتيجة لانخفاض قيمة الجنيه الإسترليني في نوفمبر/تشرين الثاني 1967 وتعويم الجنيه الإسترليني في يونيو/حزيران 1972، ونهاية نظام بريتون وودز لأسعار الصرف الثابتة الذي قُدم في عام 1944، لم تعد أي من العملات المذكورة أعلاه تحتفظ بأي تعادل ثابت مع أي من وحدات الحساب الإسترليني. واليوم لا توجد علاقة واضحة بين هذه العملات وعملة المملكة المتحدة.